# Lajos Frigyes Sándor württemberg–tecki herceg
Lajos Frigyes Sándor (Treptow an der Rega, 1756. augusztus 30. – Kirchheim unter Teck, 1817. szeptember 20.) a Württembergi-házból származó herceg (Prinz von Württemberg).

## Élete
II. Frigyes Jenő württembergi herceg (Herzog von Württemberg) és Friderika Dorottya brandenburg–schwedti őrgrófnő 12 gyermeke közül a második volt.
Egy bátyja (Frigyes Vilmos Károly), hat öccse (Jenő Frigyes Henrik, Vilmos Frigyes Fülöp, Ferdinánd Ágost Frigyes, Károly Frigyes Henrik, Sándor Frigyes Károly és Károly Henrik) és négy húga (Zsófia Mária Dorottya, Friderika Erzsébet Amália, Erzsébet Vilhelmina Lujza és Friderika Vilhelmina Katalin) született.
1784. október 28-án megnősült. Választottja a 16 éves Maria Czartoryska (1768–1854) volt, Czartoryski Ádám Kázmér herceg és Izabella flemmingi grófnő leánya.
A párnak egy gyermeke született:
- Ádám Károly Vilmos Szaniszló Ödön Pál Lajos herceg (1792–1847), később tábornok I. Miklós orosz cár szolgálatában.

Frigyük 1793-ban válással végződött, Lajos pedig 1797. január 28-án újranősült, ezúttal a 16 esztendős Henrietta nassau–weilburgi hercegnőt (Károly Krisztián nassau-weilburgi herceg és Oránia-nassaui Karolina hercegnő leánya) vette nőül.
Ebből a frigyből öt gyermek született:
- Mária Dorottya hercegnő, aki 1819-ben József nádor harmadik felesége lett.
- Amélia Teréza
- Paulina hercegnő, 1820-tól I. Vilmos württembergi király harmadik felesége.
- Erzsébet Alexandrina
- Sándor herceg, aki Rhédey Klaudia magyar grófnőt vette feleségül 1835. május 2-án (az ő fiuk, Ferenc lett Teck Mária brit királyné édesapja, VIII. Eduárd és VI. György brit uralkodók nagyapja, és II. Erzsébet brit királynő dédapja)

Lajos 1817. szeptember 20-án, 63 éves korában halt meg, Kirchheim unter Teckben. Özvegye, Henrietta többé nem ment férjhez, és 1857. január 2-án távozott az élők sorából, 76 évesen.